# Anatolij Lomatschenko
Anatolij Mykolajowytsch Lomatschenko (ukrainisch Анатолій Миколайович Ломаченко; * 14. Dezember 1964 in Bilhorod-Dnistrowskyj, Ukrainische SSR, Sowjetunion) ist ein ukrainischer Boxtrainer. Er trainiert unter anderem seinen Sohn Wassyl Lomatschenko und den Cruisergewichtler Oleksandr Ussyk.
Wassyl Lomatschenko wurde unter der Leitung seines Vaters bereits in seinem dritten Profikampf WBO-Weltmeister im Federgewicht.
Ussyk trainiert er erst seit dem Jahr 2017. Er verhalf ihm den Weltklasseboxer Mairis Briedis aus Lettland in der Riga Arena in Riga, Lettland, im Halbfinale beim WBSS-Turnier nach Punkten zu schlagen.
Während Yahoo Sports und das Ring Magazine den US-Amerikaner Derrick James 2017 jeweils zum Welttrainer des Jahres kürten, wurde Lomatschenko von der Boxing Writers Association of America (kurz BWAA) in jenem Jahr mit jenem Preis zum Welttrainer des Jahres geehrt. Lomatschenko war zugleich der erste Ukrainer, der diese Auszeichnung, die seit 1989 im Jahresrhythmus vergeben wird, erhielt. Im darauffolgenden Jahr wählte ihn dann sowohl das Ring Magazine wie auch Yahoo Sports zum Welttrainer des Jahres.

## Auszeichnungen
- BWAA Welttrainer des Jahres (Eddie Futch Award): 2017, 2018
- Ring Magazine Welttrainer des Jahres: 2018
- Yahoo Sports Welttrainer des Jahres: 2018